# Stanhopea pulla
Stanhopea pulla är en orkidéart som beskrevs av Heinrich Gustav Reichenbach. Stanhopea pulla ingår i släktet Stanhopea och familjen orkidéer. Inga underarter finns listade i Catalogue of Life.

## Bildgalleri

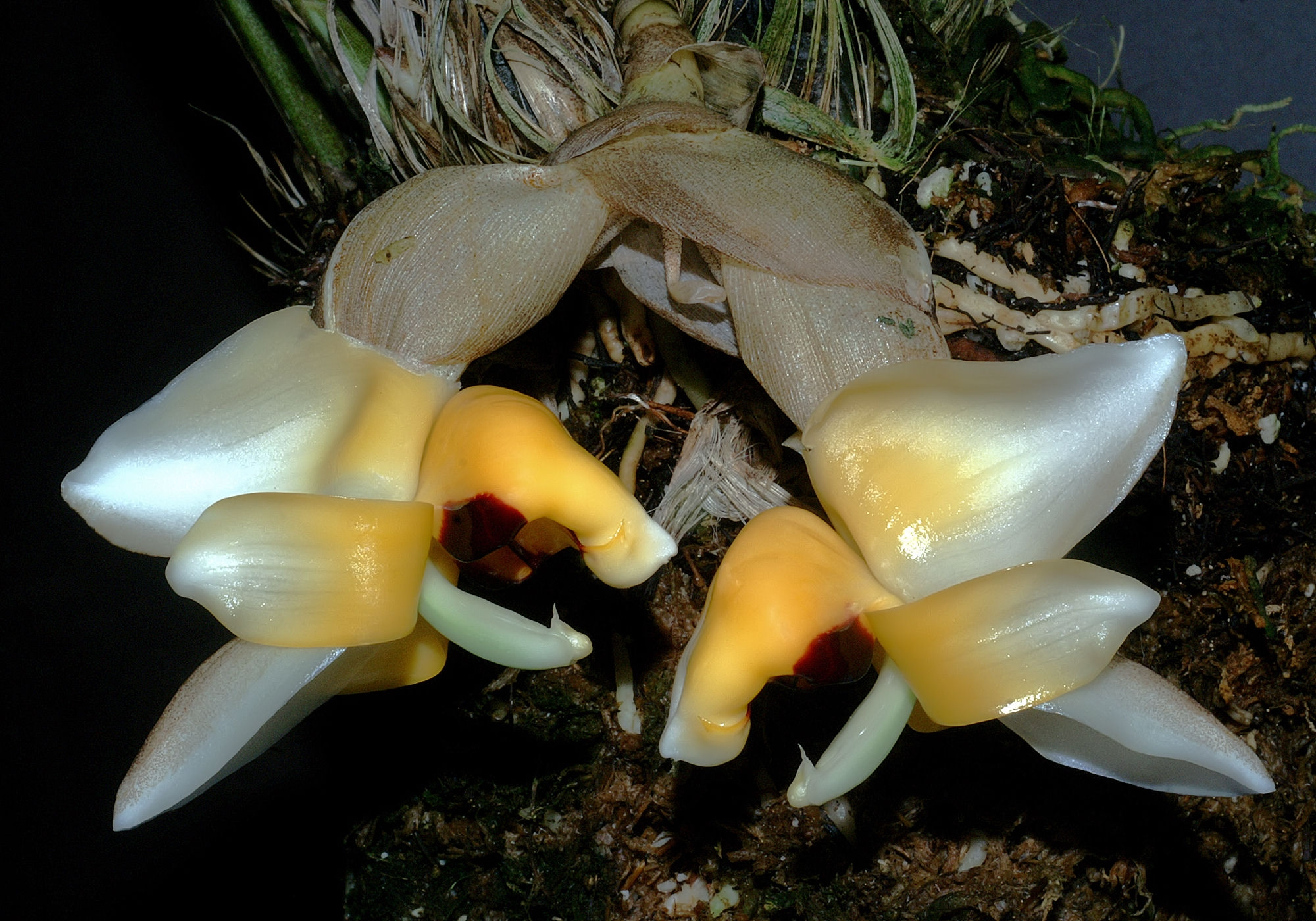
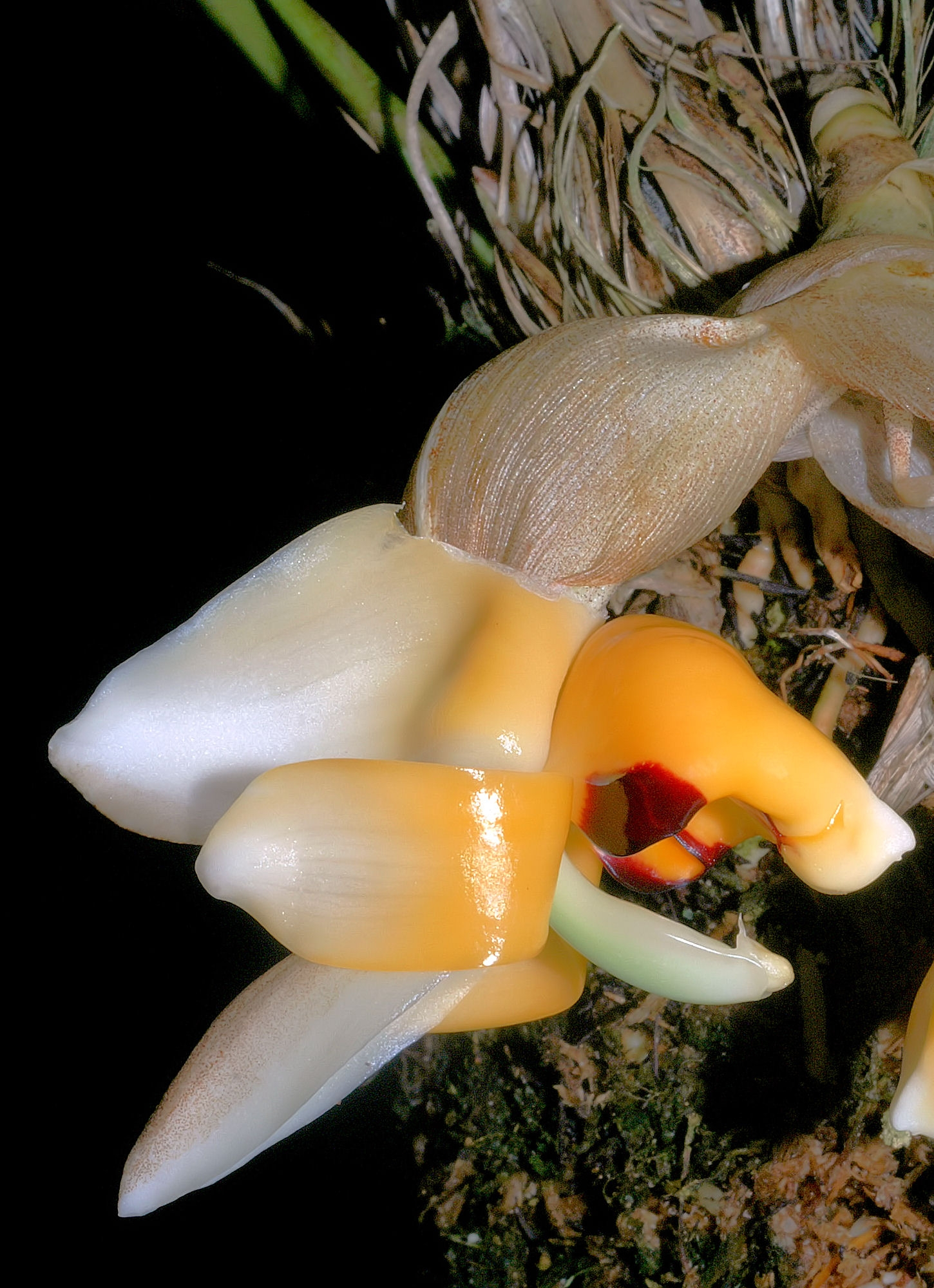
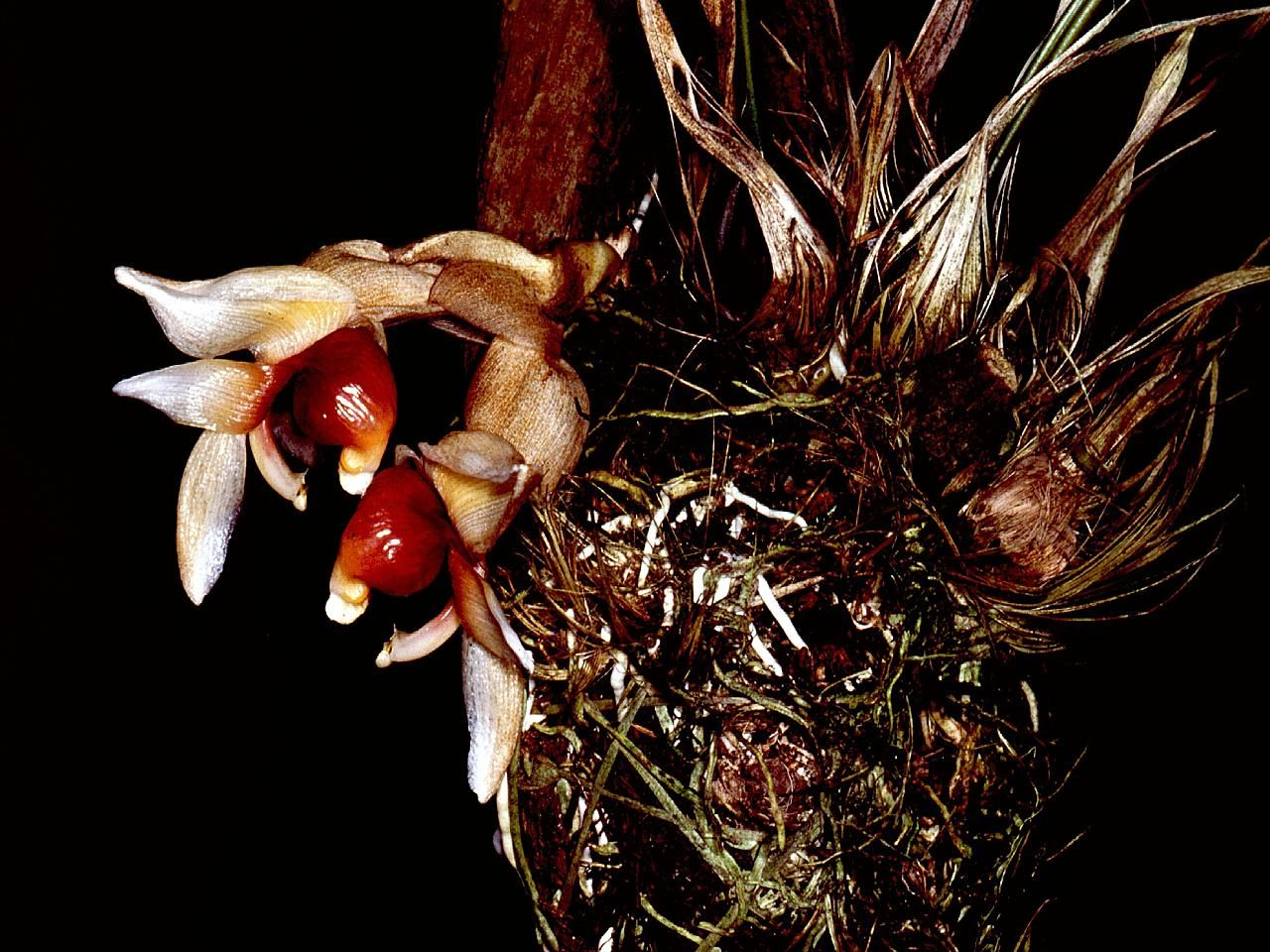
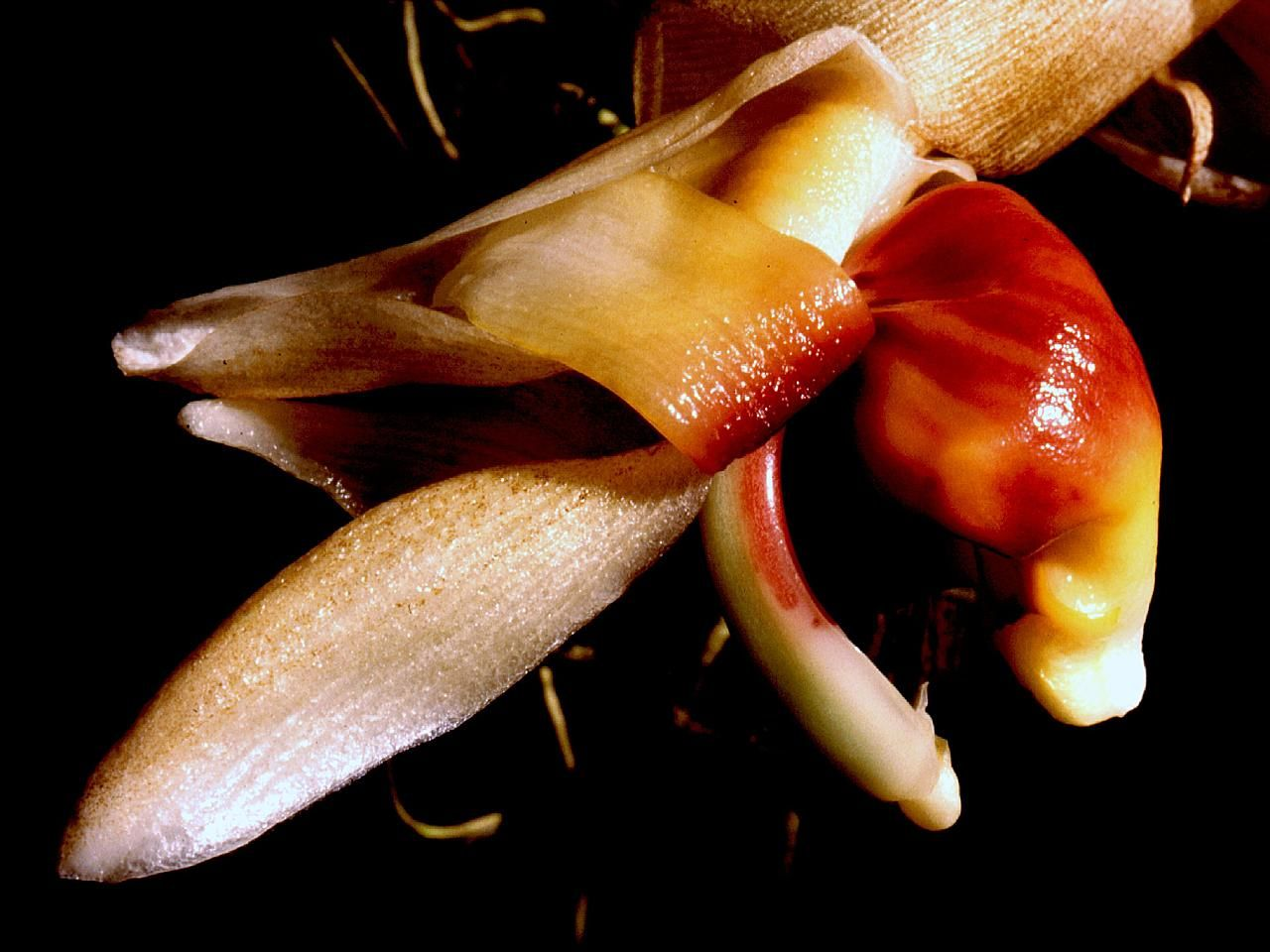
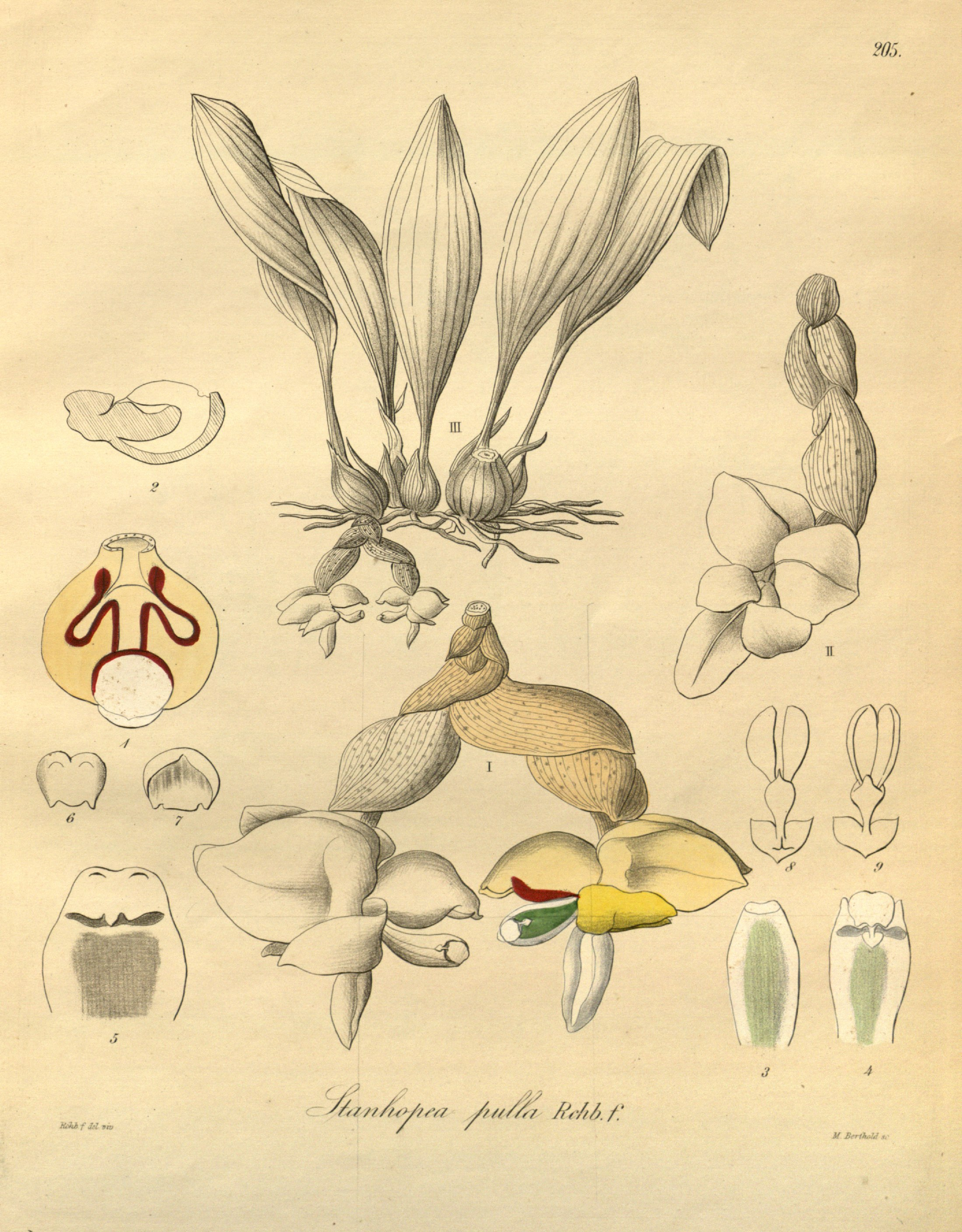